# Sông Hinh
Sông Hinh là một phụ lưu cấp 1 phía hữu ngạn của sông Đà Rằng (sông Ba). Sông chảy qua huyện M'Drắk, tỉnh Đắk Lắk và huyện Sông Hinh, tỉnh Phú Yên .
Sông này dài 88 km và có diện tích lưu vực là 1.040 km². Đầu nguồn của sông là đỉnh núi Chư H'Mu (cao 2.051 m) ở huyện M'Drắk, phía Tây tỉnh Đăk Lăk. Cửa sông, nơi hội lưu với sông Đà Rằng, ở phía xã Đức Bình Tây, huyện Sông Hinh, tỉnh Phú Yên. Đoạn thương lưu có hướng chảy cơ bản là Tây Nam - Đông Bắc. Đoạn hạ lưu, từ vĩ độ 12°50′ đến cửa sông, có hướng chảy cơ bản là Bắc-Nam.

## Công trình thủy điện
Trên sông Hinh, tại địa phận xã Ea Trol, huyện Sông Hinh, tỉnh Phú Yên có công trình thủy điện sông Hinh công suất 70 MW và điện năng sản xuất là 370 KWh/năm.

## Lâm tặc
Theo báo Tuổi trẻ viết vào tháng 10 năm 2011, hơn 26.000 ha rừng phòng hộ đầu nguồn Sông Hinh ở vùng giáp ranh giữa Phú Yên - Đắk Lắk đang có nguy cơ bị xóa sổ. Lâm tặc thuê trâu vận chuyển gỗ. Mỗi con trâu một lần kéo được một khúc gỗ cỡ 30x30cm; cả xã Sông Hinh có trên 200 con trâu thì trong đó hơn 100 con chuyên kéo gỗ lậu. Gỗ được trâu kéo ra khỏi rừng tập kết ở các triền suối rồi được bán cho các trùm buôn gỗ. Ông Trần Ngọc Thuân - chủ tịch UBND xã Sông Hinh - cho biết: "Tình hình phá rừng ở đây đã phức tạp, việc các ngành chức năng tỉnh Phú Yên cấp phép hoạt động cho hai xưởng chế biến gỗ gần bìa rừng càng làm tình hình phức tạp hơn" 